# Katja Oskamp

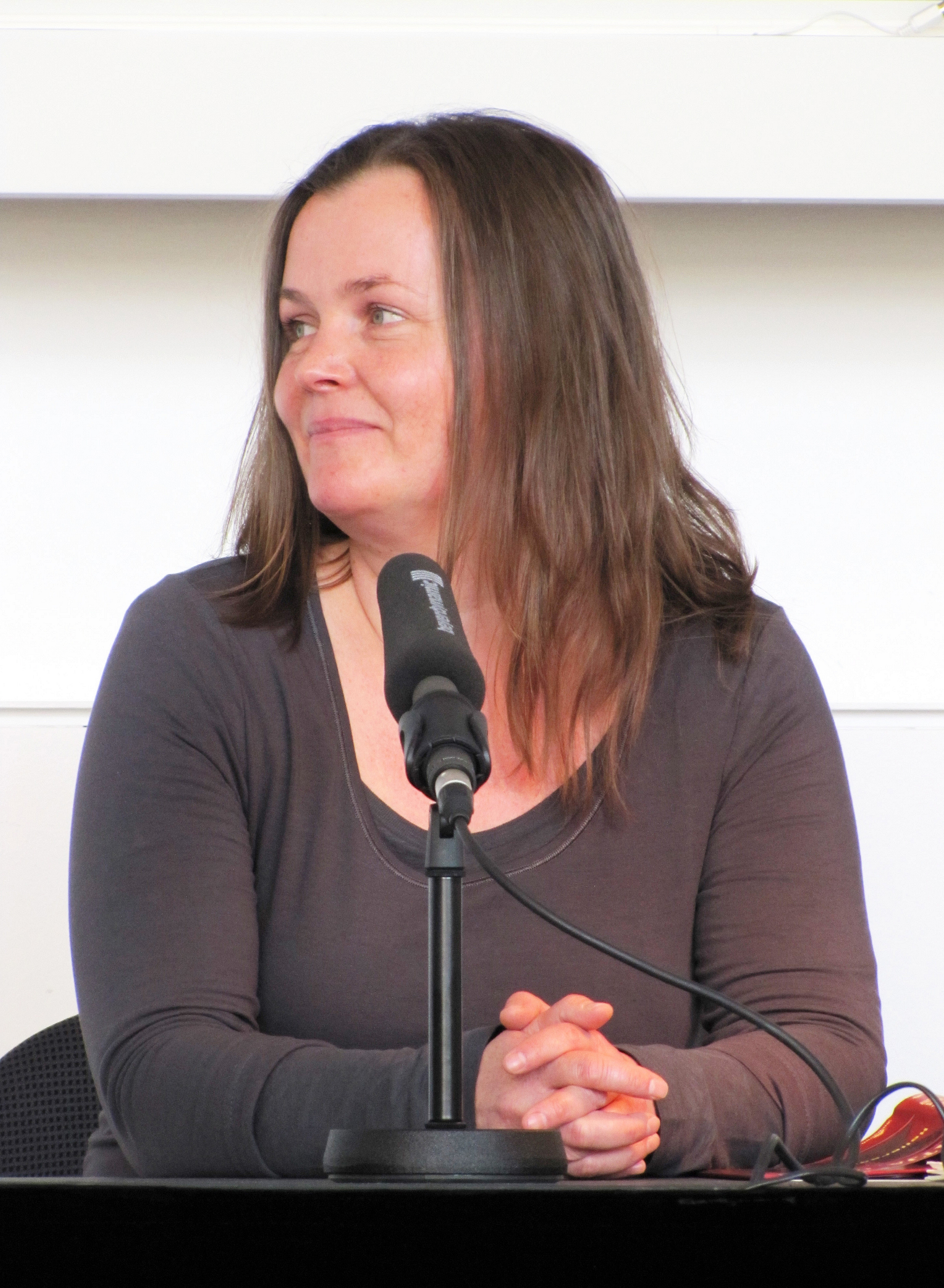
Katja Oskamp (2010)

Katja Oskamp (* 20. Februar 1970 in Leipzig, DDR) ist eine deutsche Schriftstellerin und Dramaturgin.

## Leben
Oskamp wuchs in Berlin auf. Sie studierte Theaterwissenschaften an der Theaterhochschule „Hans Otto“ in Leipzig und arbeitete als Dramaturgin am Volkstheater Rostock. Später studierte sie am Deutschen Literaturinstitut Leipzig und schloss 2002 mit Diplom ab.
Im Jahr 2000 gewann Katja Oskamp den zweiten Preis beim MDR-Literaturwettbewerb für ihre Kurzgeschichte Rolf und Mucki und so weiter. Für ihr literarisches Schaffen wurde sie 2004 mit dem Rauriser Literaturpreis und 2007 mit dem Anna-Seghers-Preis ausgezeichnet.
Ihre Debüt-Erzählungssammlung Halbschwimmer beschreibt eine Jugend in der DDR. Das Buch erschien 2003 und wurde von der Kritik positiv aufgenommen. So schrieb die Neue Zürcher Zeitung damals, dass sich die neun Erzählungen „zu einer Entwicklungsgeschichte fügten, hinter der zugleich eine Sitten-Miniatur der deutsch-deutschen 1980er und 1990er Jahre aufscheint.“ 2007 folgte der Eheroman Die Staubfängerin. In ihrem Roman Hellersdorfer Perle (2010) habe Oskamp „ihre Erzählkunst und ihren Witz vor die Säue des Groschenromans geworfen“, kritisierte Martin Halter, der Rezensent der FAZ. Der Roman sei „frei von sprachlicher Subtilität und psychologischer Delikatesse“ und sehe wie das Drehbuch einer ordinären Soap aus.
Ihr Buch Marzahn, mon amour. Geschichten einer Fußpflegerin wurde für die Aktion „Berlin liest ein Buch“ ausgewählt und damit zum Stadtgespräch. Im Mai 2023 wurde das Buch mit dem Dublin Literary Award ausgezeichnet, der mit 100.000 Euro dotiert ist. 25.000 Euro davon gingen an die Übersetzerin Jo Heinrich, die Marzahn, mon amour ins Englische übertragen hat. 2025 wurde die auf dem Buch basierende Miniserie Marzahn Mon Amour veröffentlicht.
Oskamp lebt in Berlin-Lichtenberg, hat eine Tochter und arbeitet seit 2015 als Fußpflegerin im Ortsteil Marzahn.
Während einigen Jahren war ihr Lebenspartner der Schweizer Schriftsteller Thomas Hürlimann. Ihre Beziehung ist Thema im 2024 erschienenen Roman Die vorletzte Frau. Hürlimann gab in einer E-Mail an den Verlag sein Einverständnis zur Publikation.

## Werke
- Halbschwimmer. Erzählungen. Ammann, Zürich 2003, ISBN 3-250-60058-X; als Taschenbuch: BTV, Berlin 2005, ISBN 3-8333-0148-1.
- Die Staubfängerin. Roman. Ammann, Zürich 2007, ISBN 978-3-250-60111-1.
- Hellersdorfer Perle. Roman. Eichborn, Frankfurt am Main 2010, ISBN 978-3-8218-6110-4.
- Marzahn, mon amour. Geschichten einer Fußpflegerin. Hanser Berlin, Berlin 2019, ISBN 978-3-446-26414-4.
- Die vorletzte Frau. Roman. Park x Ullstein, Berlin 2024, ISBN 978-3-9881602-0-1.

## Auszeichnungen
- Rauriser Literaturpreis (2004)
- Anna-Seghers-Preis der Akademie der Künste Berlin (2007)[12]
- Dublin Literary Award für die englische Übersetzung von "Marzahn, mon amour" (2023)